# Яснобродівка
Яснобро́дівка — село в Україні, в Очеретинській селищній громаді Покровського району Донецької області.

## Загальні відомості
Відстань до райцентру становить близько 27 км і проходить автошляхом місцевого значення.
Землі села межують із територією с. Карлівка Мар'їнського району та с. Калинове Покровського району Донецької області.
Село розташоване на березі Верхнього Карлівського водосховища.

## Населення
За даними перепису 2001 року населення села становило 70 осіб, із них 57,14 % зазначили рідною мову українську та 42,86 %— російську.

## Історія
9 липня 2024 року село було захоплено Збройними силами Російської Федерації в ході вторгнення Росії в Україну.